# Melkon Giurdjian
Melkon Hrand Guirdjian (en armenio:  Մելքոն Հրանդ Կիւրճեան; Palu, 1859 – Ankara, 1915) fue un renombrado escritor, profesor y activista cívico armenio.

## Biografía
Melkon Guirdjian nació en 1859, en el pueblo de Havav, ubicado en la región de Palu, la cual ahora es parte de Elâzığ. Guirdjian asistió a la escuela armenia locall, y posteriormente de mudó a Constantinopla a la edad de 11 años, donde asistió a la prestigiosa Escuela Armenia Jemaran de Üsküdar. Después de finalizar sus estudios en Jemaran y posteriormente en Surp Hac Tbrevank, comenzó a trabajar como docente entre 1878 y 1896. Enseñó historia de armenia, lengua, y cultura en muchas escuelas armenias, incluyendo a la prestigiosa Escuela Secundaria Armenia Getronagan.
En 1893 fue encarcelado por presuntas actividades políticas. Debido  a la inestabilidad política, huyó hacia Varna, Bulgaria. En Varna, fundó la escuela armenia Artzrunian, el cual sirvió como puerto para refugiados armenios. Durante su ausencia de Constantinopla, su casa fue allanada por la policía local y muchos de sus manuscritos y escritos fueron quemados. Sintió la necesidad de regresar en 1898, y fue nuevamente detenido apenas había llegado a su país. Después de pasar seis meses de cárcel, Guirdjian huyó hacia Kastamonu, donde permaneció allí durante 10 años. Durante su estancia en Kastamonu, dio clases de historia y literatura armenia de manera encubierta. En 1906, en la base de los informes de un agente secreto, sus obras literarias fueron nuevamente destruidas. Tras triunfar la revolución de los jóvenes turcos en 1908, Guirdjian regresó a Constantinopla, y volvió a participar nuevamente en actividades cívicas y literarias.

## Asesinato
El 24 de abril de 1915, Melkon Guirdjian junto con otros intelectuales y figuras prominentes de la comunidad armenia de Constantinopla, los cuales fueron deportados a paraderos desconocidos dentro de las provincias internas del Imperio otomano, como parte del genocidio armenio. Melkon Guirdjian se encontró en las afueras de Ankara, y finalmente fue ejecutado por parte de gendarmes otomanos.